# 哈罗德·威尔逊 (赛艇运动员)
哈罗德·威尔逊（英語：Harold Wilson，1903年1月15日—1981年5月2日），美国男子赛艇运动员。他曾代表美国参加1924年夏季奥林匹克运动会赛艇比赛，获得男子双人单桨有舵手铜牌。